# Harman’s Cross
Harman's Cross – wieś w Anglii, w hrabstwie Dorset, w dystrykcie (unitary authority) Dorset. Leży 31 km na wschód od miasta Dorchester i 165 km na południowy zachód od Londynu.